# Алгарве (стадіон)
Стадіон «Алгарве» або «Ештадіу ду Алгарве» (порт. Estádio do Algarve) — стадіон у передмісті Фару, Португалія.
Був збудований спеціально до Чемпіонату Європи з футболу 2004. Урочисто відкритий 23 листопада 2003 року (хоча першою офіційною грою став товариський матч 1 січня 2004 між домашніми командами «Фаренсе» і «Лоулетану»).
Автором проєкту стадіону була австралійська компанія HOK Sport Venue Event (та ж сама, що збудувала стадіон Луж у місті Лісабоні). Вміщує 30 305 глядачів (за іншими даними — 30 002). Назва стадіону походить від назви історичної провінції, де він розташований, — Алгарве.
Є домашнім стадіоном місцевих футбольних клубів «Фаренсе» і «Лоулетану».

## Історія
«Ештадіу ду Алгарве» було розроблено влітку 2000 року відповідно до стандартів УЄФА та ФІФА компанією Populous для чемпіонату Євро-2004, який проходив у Португалії. До команди дизайнерів входили інженери WS Atkins та місцеві партнери, включаючи Marobal. Дизайн має регіональний характер, натякає на морські традиції Португалії та гармонує з характерним місцевим ландшафтом регіону Алгарве. Стадіон вважається зразковим регіональним стадіоном гнучкого використання для футбольних та інших спортивних і культурних заходів, оскільки є одним із найбільш використовуваних стадіонів у Португалії, у порівнянні з іншими, що використовуються лише для матчів у головній Португальській футбольній лізі.
Стадіо «Алгарве» був тимчасовим домашнім майданчиком для національної футбольної збірної Гібралтару приблизно в середині 2010-х років.

## Євро-2004
Під час Чемпіонату Європи з футболу 2004 стадіон приймав три матчі (два групових і один чвертьфінальний) за участю збірних команд Іспанії, Росії, Греції, Швеції та Нідерландів:
| Дата      | Матч                | Рахунок   | Раунд          |
| --------- | ------------------- | --------- | -------------- |
| 12 червня | Іспанія — Росія     | 1:0       | Матч групи «A» |
| 20 червня | Росія — Греція      | 2:1       | Матч групи «A» |
| 26 червня | Швеція — Нідерланди | 0:0 (4:5) | Чвертьфінал    |

## Важливі події
Перший важливий поєдинок на стадіоні відбувся ще до початку європейської першості — у товариській грі 18 лютого 2004 зустрілись збірні Португалії та Англії (результат 1:1). Місце проведення було вибране не даремно, адже у цьому південному португальському регіоні проживає велика кількість англійців.
12 червня 2005 стадіон був ареною Літнього фестивалю Алгарве, в якому взяли участь відомі співаки Lenny Kravitz та Ivete Sangalo.
A 22 березня 2008 приймав фінальний матч новоствореного Кубка ліги Португалії (порт. Taça da Liga).